# الخطوط الجوية الشرقية الرحلة 935
الخطوط الجوية الشرقية الرحلة 935 طائرة لوكهيد إل-1011-385-1 تراي ستار كانت تحمل علي متنها 190 راكبا و11 من أفراد الطاقم في رحلة طيران من نيويورك إلي سان خوان في 22 سبتمبر 1981 بقيادة الكابتن آدم تشارلز كاجيل البالغ من العمر 57 عاما (ولد في 27 سبتمبر 1923 بمدينة صن سيتي-توفي في 1 سبتمبر 2005 بمدينة نورث فورت مايرز) الذي أمضي 8 سنوات مع القوات الجوية الأمريكية وطيارا للشركة لمدة 27 عاما والمساعد أول ريتشارد بايرون دونيكا البالغ من العمر 40 عاما (ولد في 8 أبريل 1941 بمدينة نيويورك) الذي أمضي 8 سنوات مع القوات الجوية الأمريكية ومساعد طيار للشركة لمدة 9 سنوات ومهندس الرحلة جون لويس باريت الابن البالغ من العمر 49 عاما (ولد في 8 أبريل 1932 بمدينة ريتشموند) كان مهندس رحلات للشركة لمدة 18 عاما وبعد الإقلاع بقليل من مطار نيوآرك ليبرتي الدولي تعرضت الطائرة لعطل في المحرك غير خاضع للسيطرة مما إدي إلى فقدان الأنظمة الهيدروليكية وفشل السيطرة علي الطائرة وتسرب الوقود وتعطل 3 من أصل 4 أنظمة هيدروليكية وتعطل محركين من أصل 3 محركات من طراز رولز رويس أر بي 211 والنظام الهيدروليكي الوحيد الذي لم يتعطل كان الذي يتحكم بمعدات الهبوط وبالرغم من تلك الأضرار الكثيرة لا تزال الطائرة صالحة للطيران وكان الطاقم يريد الهبوط بالمطار الذين أقلعوا منه ولكن دمار الطائرة ومساحة مطار نيوآرك كانت غير كافية للهبوط وقرر طاقم الطائرة الهبوط علي المدرج 13R لمطار جون إف كينيدي الدولي وكانت الطائرة تتوقف ببعض القوة من مثبط الرفع الخارجية والجنيحات الداخلية وعاكس الدفع من المحركين المعطلتين وقد توقفت الطائرة قبل نهاية المدرج ونجا جميع الركاب والطاقم البالغ عددهم 201 شخصا بدون إصابة.